# سیارک ۲۰۳۱۶
سیارک ۲۰۳۱۶ (به انگلیسی: 20316 Jerahalpern، نامگذاری:1998FU138) بیست هزار و سیصد و شانزدهمین سیارک کشف شده‌است که در ۲۸ مارس ۱۹۹۸ کشف شد.
قدر مطلق سیارک برابر ۱۱.۷ است.